# Chu-Bra!!
Chu-Bra!! (ちゅーぶら!! Chuu Bura!!) er en japansk mangaserie skrevet og tegnet af Yumi Nakata. Serien gik i mangamagasinet Comic High fra 22. januar 2007 til 22. april 2011 og blev sideløbende samlet i syv bind af forlaget Futabasha. En animeserie i 12 afsnit baseret på mangaen blev sendt i Japan fra 4. januar til 22. marts 2010.
Hverken manga eller anime er oversat til dansk, men animeen er tilgængelig med engelske underteksten på hjemmesiden Crunchyroll i Nordamerika, Australien, New Zealand og Storbritannien.

## Plot
Nayu Hayama får en pinlig start på mellemskolen, da hun på første dag ved et uheld kommer til at vise, at hun har trusser for voksne på. To andre elever, Yako Jinguuji og Haruka Shiraishi, hører rygter om, at hun er involveret i "enjo kousai" eller kompenserende stævnemøder (hvilket ofte anses for at være tæt på eller det samme som prostitution), og beslutter at undersøge det. De opdager dog hurtigt, at Nayu er en "undertøjsmonitor", der afprøver nyt undertøj, og som har stor viden om, hvad slags undertøj folk bør have på. Nayu håber at hjælpe alle med den vitale overgang fra barn til voksen ved at starte en undertøjsklub.

## Figurer
- Nayu Hayama (葉山 奈由 Hayama Nayu) - Hovedpersonen der er "undertøjsmonitor", og som har en stor interesse i research af undertøj. Som en følge af det er hun ret så skamløs, når det gælder hendes eget undertøj eller en hvilken som helst andens for den sags skyld. Fast besluttet på at informere folk om nødvendigheden af undertøj starter hun Undertøjsforståelsesselskabet støttet af Hiroki. Hendes motto er "En god dag starter med et godt valg af trusser".
- Yako Jinguuji (神宮寺弥子 Jinguuji Yako) - En lav pige med en heftig natur. Hendes familie driver en kendo-dojo, og takket være sin fars træning er hun ganske dygtig til at bruge sværd. Hun vil gerne have et sejt omdømme og har svært ved at indrømme pinlige ting så som at kunne lide søde eller pigeagtige ting.
- Haruka Shiraishi (白石 遥 Shiraishi Haruka) - En veludrustet pige og Yakos bedste ven. Tilbage i grundskolen blev hun frosset ud, da hun begyndte at modnes i en tidlig alder. Hun har ofte problemer med drenge, fordi dem på skolen er tilbøjelige til at drille eller gå efter hende på grund af hendes bryster. Hun hjælper med at opdrage sine tre yngre brødre, hvilket ofte fører til, at Nayu og Yako beundrer hendes moderlige natur. Hun synes at have visse romantiske følelser for Nayu, hvilket får nogle til at mistænke hende for at være lesbisk.
- Hiroki Komachi (小町 陽樹 Komachi Hiroki) - En seriøs dreng der ofte bliver pinligt berørt ved synet af undertøj. Han har en ensidig rivalisering kørende med Nayu, når det gælder karakterer, idet hun altid ender med at være bedre end ham. Med tiden begynder de dog at udvikle følelser for hinanden uden dog rigtig at være klar over det. Trods sine blandede følelser overfor både Nayu og klubben forbliver han dog loyal overfor gruppen. Han bliver sur på hvem som helst (som regel andre drenge), der tror at han blev en del af gruppen af perverse årsager. I praksis fungerer han da også som dørvagt, når pigerne skifter tøj.
- Kiyono Amahara (天原 清乃 Amahara Kiyono) - En pige fra en rig familie der lader til at vide meget om de mere lurvede sider af undertøj, og som ser ned på Nayu for hendes naivitet. Hun anser sig selv for at være voksen og bryder endda skolens regler bare for at ligne en. Hun føler nogen harme over sin mor og tror, at hun er nødt til at overgå hende.
- Tamaki Mizuno (水野 環 Mizuno Tamaki) - En ung og veludrustet lærer på Nayus skole. Hun virker usikker på sit udseende til at begynde med og har tøj på, der enten er for løst eller for stramt. Hun bliver senere rådgiver for Undertøjsforståelsesselskabet. Hun er ofte nervøs men beundrer Nayu for at give hende mod til at være feminin. Hun er tilsyneladende forelsket i Keigo, der var hendes senpai i gymnasiet.
- Keigo Hayama (葉山 圭吾 Hayama Keigo) - Nayus stedbror der har taget sig af hende, siden deres forældre døde. Han arbejder som undertøjsdesigner og får ofte Nayu til at afprøve hans nyeste produkter. På grund af hans arbejder tror nogle (især Haruko og Yako), at han er pervers, første gang de møder ham. Pigerne bliver dog hurtigt meget mere afslappede i hans selskab.

## Manga
| Bind | Udgivet           | ISBN                   |
| ---- | ----------------- | ---------------------- |
| 1    | 12. oktober 2007  | ISBN 978-4-575-83416-1 |
|      |                   |                        |
| 2    | 12. maj 2008      | ISBN 978-4-575-83483-3 |
|      |                   |                        |
| 3    | 12. marts 2009    | ISBN 978-4-575-83591-5 |
|      |                   |                        |
| 4    | 12. november 2009 | ISBN 978-4-575-83693-6 |
|      |                   |                        |
| 5    | 12. april 2010    | ISBN 978-4-575-83753-7 |
|      |                   |                        |
| 6    | 11. december 2010 | ISBN 978-4-575-83848-0 |
|      |                   |                        |
| 7    | 12. juli 2011     | ISBN 978-4-575-83927-2 |
|      |                   |                        |

## Anime
Animeserien blev produceret af ZEXCS og vist af AT-X fra 4. januar til 22. marts 2010. Introsangen er "Choose Bright!!", mens slutsangen er "Shy Girls", med undtagelse af sidste afsnit hvor slutsangen er "We Know". Alle tre synges af Minori Chihara, Minako Kotobuki, Sayuri Yahagi og Youko Hikasa.
Serien blev udgivet på fire dvd hhv. blu-ray med tre afsnit på hver fra 24. marts til 23. juni 2010.

### Stemmer
- Minori Chihara - Nayu Hayama
- Minako Kotobuki - Yako Jinguuji
- Sayuri Yahagi - Haruka Shiraishi
- Yuudai Satou - Hiroki Komachi
- Youko Hikasa - Kiyono Amahara
- Sayaka Ohara - Tamaki Mizuno
- Takahiro Sakurai - Keigo Hayama

### Afsnit
| # | Titel                                                                                 | Sendt første gang |
| --- | ------------------------------------------------------------------------------------- | ----------------- |
| |                                                                                       |                   |
| 01 | "The Girl Who Wore Adult Panties" "Otona Pantsu no Onna no Ko" (おとなパンツの女の子) | 4. januar 2010    |
| På den første dag i mellemskolen kommer Nayu Hayama ved et uheld til at vise hendes sorte blondetrusser under åbningsceremonien. Yako Jinguuji og Haruka Shiraishi hører rygter om, at hun er involveret i "enjo-kosai" eller prostitution, og overværer, at han taler i telefon om ukomfortabelt undertøj til en mand, der kommer for af levere noget undertøj til hende. Ud af nysgerrighed følger de efter hende til en undertøjsbutik men stikker af, da de bliver opdaget. Da Nayu får fat i dem næste dag, tager hun pludselig fat i Harukas bryster, hvilket får både Yako og Haruka til omgående at holde afstand fra hende. Yako prøver at skaffe uigendrivelige beviser ved at tage et billede under Nayus nederdel, da hun går op ad en trappe, men ender selv med at falde ned ad den. Haruka griber hende, og Nayu griber Haruka, men de ender alligevel med at falde. Nayu forklarer, at hun er en undertøjsmonitor, der afprøver forskellige produkter, og nævner, at hun inspicerede Haruka, fordi hendes BH var for lille. Selvom kaosset, der følger af hendes forsøg på at få de rette mål, giver Nayu et endnu værre ry end før, så bliver hun, Yako og Haruka alligevel venner. |                                                                                       |                   |
| 02 | "This Swelling Chest" "Kono Mune no Fukurami o" (この胸のふくらみを)                  | 11. januar 2010   |
| Mens Yako spekulerer på, hvilken klub hun skal melde sig ind, bliver hun lidt nervøs, da hendes mor bliver bragt på bane. Mens de skifter, bemærker Nayu Yako med en BH, som hendes mor købte, og bemærker, at det er for tidligt for hende at gå med en til Yakos ærgrelse. Hun tager den dog på alligevel, og den ender med at forskyde sig, mens de har idræt. Den pinligt berørte Yako sværger aldrig at vil bruge BH igen. Med hjælp fra sin stedbror Keigo får Nayu lavet en uden skål til Yako, men hun afviser den. Hun afslører, at hun føler det pinligt at bære BH over sit flade bryst, da det kunne få andre til at le ad hende. Da Nayu forklarer hende, hvordan hendes bryster svulmer, får hun endeligt overbevist Yako om at bære BH'en, som hun finder mere komfortabel. Mens de diskuterer, hvad hun gik igennem for at lave den, får Nayu ideen til en undertøjsklub. |                                                                                       |                   |
| 03 | "A Windy Day" "Kaze no Tsuyoi Hi" (風の強い日)                                        | 18. januar 2010   |
| En af drengene, Hiroki Komachi, forsøger at få et ord med Nayu men ender med at blive optaget hver gang, han får en chance. Nayu, Haruka og Yako tager et kig på håndarbejdsklubben men går igen, da klubbens rådgiver Tsukamoto viser foragt overfor ideen om at lave undertøj. Da Yako bemærker, at Nayu er modløs, foreslår hun hende selv at lave en undertøjsklub. Næste dag klager Hiroki til Nayu over en tilsyneladende rivalisering men er irriteret over, at Nayu ikke kan huske ham. Nayu spørger om, hvordan hun kan starte sin klub, men bliver igen sat til vægs af Tsukamoto. Men efter at have set på det undertøj hendes bedstemor gav hende, klarer hun op og begynder at spørge efter potentielle medlemmer men uden videre held. Hiroki taler til Nayu og foreslår, at hun skulle prøve at vise sine versioner for undertøj for bedre resultater. |                                                                                       |                   |
| 04 | "Each Has Their Own Shapes" "Sorezore no Katachi" (それぞれのカタチ)                  | 25. januar 2010   |
| Haruka føler sig nedtrykt, da drengene begynder at drille hende med hendes store bryster og endda placerer hende som nr. 1 på listen over største bryster. Hun og Yako besøger Nayus hus, hvor hun beder dem om at være modeller for et prøvemøde for at skaffe opmærksomhed omkring undertøjsklubben. Yako går med til det, men Haruka er lidt bekymret for det. Nayu får lov til at benytte et tomt klasseværelse efter at have belært læreren, Tamaki Mizuno, om hendes undertøj. Mødet får mange deltagere, og Haruka bliver overrasket over den positive reaktion på hende som model. Hiroki prøver at stoppe nogle lurere, men både han og pigerne ender med at blive skældt ud af Tsukamoto, der siger at undertøjsklubben aldrig vil blive til noget. Bagefter falder pigerne over noget undertøj, som selv Nayu aldrig har set før, og bliver drillet af en anden elev, Kiyono Amahara. |                                                                                       |                   |
| 05 | "Between an Adult and a Kid" "Otona to Kodomo no Aida de" (大人とコドモの間で)        | 1. februar 2010   |
| Nayu forklarer sin situation til Keigo. Hiroki kommer over til Nayus hus for at undskylde og spørger, om der er noget han kan gøre for hende, idet han utilsigtet kommer til at tilbyde hende hjælp med at danne Undertøjsforståelsesselskabet. Nayu får også overbevist Yako, Haruka og Mizuno om at blive medlemmer. De holder et møde i Nayus hus, hvor Mizuno bliver overrasket over at se Keigo, der var hendes senpai i gymnasiet. Nayu gør sig overvejelser om kærlighed, og hvor vidt hun er gammel nok til at bestyre et selskab. Keigo forklarer Mizuno om, hvordan Nayus bedstemor hjalp hende med at finde styrke i undertøj, da hun ikke kunne holde sig tør. Næste dag beslutter Kiyono sig for at blive medlem af Undertøjsforståelsesselskabet. |                                                                                       |                   |
| 06 | "Radical Puberty" "Kageki na Shishunki" (カゲキな思春期)                              | 8. februar 2010   |
| Efter at Kiyono bliver medlem af klubben, bliver de andre opmærksomme på hendes vane med at antyde, hvad der er under hendes nederdel foran drenge. Hun vipper Yakos nederdel op og gør grin af undertøjet men bliver selv pinligt berørt, da Yako gør gengæld ved at vippe hendes op. Pigerne bliver overraskede, da Kiyono tager sit undertøj af, før hun går. Næste dag bliver eleverne inspiceret, og Kiyono bliver bemærket for at bruge makeup. På mødet senere samme dag har Nayu en genfortolket BH med, men Kiyono er ikke interesseret. Hun fornærmer Mizuni, især angående hendes femininitet og valg af BH, og viser alle kataloger med mere specielt undertøj. Kiyono skændes med Nayu om udseende kontra komfort men føler det pinligt, da der bliver talt om, hvem hun er forelsket i. |                                                                                       |                   |
| 07 | "Swaying Hearts of Men" "Yureru Otoko Gokoro" (揺れるオトコ心)                        | 15. februar 2010  |
| Hirokis nye viden om undertøj smitter af på både hans koncentration og hans omdømme. Nayu får et mystisk "kærlighedsbrev" i sin boks. Hiroki bliver irriteret og beslutter sig for at forlade klubben. På vej hjem støder han på Keigo, der fortæller ham om Nayus forsøg på at gøre klubben mere passende for drenge. Nayus tilbeder har tilsyneladende puttet sit brev i en forkert boks, og Hiroki undskylder overfor Nayu og giver klubben et nyt forsøg. |                                                                                       |                   |
| 08 | "An Underwear Overnighter!" "Shitagi na Natsu Gasshuku!" (下着な夏合宿！)             | 22. februar 2010  |
| Mizuno har en noget tvivlsom drøm om Keigo. Næste dag tager klubben på en tur med overnatning til et strandhotel, hvor Nayus bedstemor plejede at bo. Mizuno har sin gamle skolebadedragt med, som pigerne ved uheld kommer til at ødelægge, da de forsøger at fjerne navneskiltet, så de tager hende med ud for at købe en ny en. Efter at regnen aflyser svømningen, besøger pigerne en varm kilde, hvor Hiroki besvimer af at høre på pigerne og bliver efterfølgende pinligt berørt, da han opdager, at de bar ham nøgen i seng. Efter at pigerne har givet Mizuno en makeover, fortæller hotellets værtinde om Nayus bedstemor. Efter en tur til stranden næste dag vender alle trætte tilbage, om end Hiroki er irriteret over, at de ikke fik diskuteret klubaktiviteter på noget tidspunkt. |                                                                                       |                   |
| 09 | "My Seventh Grade Summer Vacation!" "Chuuichi no Natsuyasumi" (中一の夏休み)          | 1. marts 2010     |
| Yako bliver irriteret, da hendes barndomsven Kota fornærmer hende med hendes flade bryst, da hun prøver at skifte foran ham. Haruka føler noget stramme i sit bryst, hvilket får Mizuno til at antage, at hun er begyndt at udvikle følelser for Hiroki. Da pigerne tager af sted til en sommerfestival, forklarer Kiyono Yako, at Kota følte sig ramt, fordi han ikke blev betragtet som et medlem af det modsatte køn. Med lidt tilskyndelse fra Hiroki går hun hen for at undskylde. Da Haruka ved et uheld får en guldfisk ned i kavalergangen, føler hun atter noget stramme, da Nayu får hendes BH på plads. Nayu ser af undertøjet, at Haruka lader til at være forelsket i nogen, men hun finder ikke ud af hvem. Efter Nayu har hjulpet et barn, der blev væk, får Keigo brev om, at han er blevet valgt til kontoret i Kyoto. |                                                                                       |                   |
| 10 | "Throw Out that Chest!" "Tsun to Mune o Hatte" (ツンと胸を張って)                     | 8. marts 2010     |
| Kiyono afslører, at hun skal være model for sin mors understøjskollektion, men hun har et problem med sit nuværende brystmål. Nayu og de andre forsøger at gøre det større men uden held. Hun prøver at gennemføre fotosessionen med en lidt større BH, men det bliver hurtigt opdaget, og da hendes mor konfronterer hende om det, stikker hun af. Da Nayu ser nogle mere komfortable BH-prototyper, besluttet hun sig for at dekorere dem, så de passer bedre til Kiyonos smag. Kiyonos mor takker dem og nævner også Keigos tilbud til Nayu. Efter at have optrådt i magasinet som designerne, bliver Undertøjsforståelsesselskabet spurgt af dramaklubben om at lave undertøj til deres kostumer til kulturfestivallen. Da Nayu spørger Keigo om hans tilbud, fortæller han hende, at han tager til Kyoto. |                                                                                       |                   |
| 11 | "My Afternoon with Her" "Kanojo to Ita Gogo" (彼女といた午後)                         | 15. marts 2010    |
| Mens Undertøjsforståelsesselskabet lave forberedelser for dramaklubben, bliver de bedt om at deltage i forestillingen. Efter skole løber Nayu på Kiyono, der har hørt om Keigos tilbud. Næste dag påtager Nayu sig noget ekstra arbejde, mens Kiyono fortæller Hiroki om Nayus øjensynlige flytning. Han konfronterer Nayu om det, men hun beder ham om at tie stille til efter festivallen. På dagen for festivallen konfronterer Tsukamoto Mizuno og Nayu om klubbens optræden i magasinet. Hun vil have forestillingen aflyst, men Mizuno står op imod hende og siger, at hun skal vente med sin dom, til hun har set deres arbejde. Men under hendes inspektion kommer Nayus gamle grundskolelærer og skælder Nayu ud. Heldigvis står både klubmedlemmerne og Tsukamoto op imod ham, og Tsukamoto lader forestillingen finde sted. Efter en succesfuld forestilling fortæller Nayu Tako og Haruka om sin flytning, samtidig med at Keigo fortæller Mizuno det samme. |                                                                                       |                   |
| 12 | "Before Meeting You..." "Anata ni Au made wa" (あなたに逢うまでは)                    | 22. marts 2010    |
| Haruka føler sig forrådt af Nayus meddelelse og stopper med at være venner med hende. Samme nat bryder der ild ud i Mizunos lejlighed. Disse begivenheder gør alle triste til mode, og Nayus sms'er til Haruka falder for døve ører. Senere hjælper pigerne Nayu med flytningen, men Haruka dukker ikke op. Efter at Yako bønfalder hende om at sige et sidste farvel, mødes Haruka omsider med Nayu den næste dag, og de undskylder overfor hinanden. Haruka, Yako og Hiroki vinker farvel til Nayu, da hun tager af sted til Kyoto, alt imens de fortsætter med klubben. Nayu kommer imidlertid tilbage efter Keigo, og Mizuno sørger for, at hun alligevel kan blive på skolen. |                                                                                       |                   |

## Cd'er
| Titel | Udgivet          | Kodenr.      | Type                | Indhold og bemærkninger               |
| --- | ---------------- | ------------ | ------------------- | ------------------------------------- |
| Choose Bright!! | 10. februar 2010 | KICM-3199    | Single              | Single med introsangen.               |
| Shy Girls | 10. februar 2010 | KICM-3200    | Single              | Single med slutsangen.                |
| Chu-Bra!! Character Song Nayu Hayama (ちゅーぶら!! キャラクターソング 葉山奈由 Chuu-Bura!! Kyarakutaa Songu Hayama Naru)       | 10. marts 2010   | KICM–3203    | Maxi-single         | Single med Nayu Hayama.               |
| Chu-Bra!! Character Song Yako Jinguuji (ちゅーぶら!! キャラクターソング 神宮寺弥子 Chuu-Bura!! Kyarakutaa Songu Jinguuji Yako) | 10. marts 2010   | KICM–3204    | Maxi-single         | Single med Yako Jinguuji.             |
| Chu-Bra!! Character Song Haruka Shiraishi (ちゅーぶら!! キャラクターソング 白石遥 Chuu-Bura!! Kyarakutaa Songu Shiraishi)      | 10. marts 2010   | KICM–3205    | Maxi-single         | Single med Haruka Shiraishi.          |
| Chu-Bra!! Character Song Kiyono Amahara (ちゅーぶら!! キャラクターソング 天原清乃 Chuu-Bura!! Kyarakutaa Songu Amahara Kiyono) | 10. marts 2010   | KICM–3206    | Maxi-single         | Single med Kiyono Amahara.            |
| CHU music×BRA drama (ちゅーぶら!! サウンドトラック&ドラマCD Chuu-Bura!! Saundotorakku & Dorama CD)                             | 21. april 2010   | KICA-3111/12 | Soundtrack og drama | To skiver med soundtrack og hørespil. |